# Ustawa celibatowa
Ustawa w sprawie rozwiązania stosunku służby nauczycielskiej wskutek zawarcia przez nauczycielkę związku małżeńskiego (tak zwana ustawa celibatowa) – ustawa Sejmu Śląskiego z dnia 29 marca 1926 r. obowiązująca do 9 kwietnia 1938 r.
Powodem wydania ustawy był napływ na Śląsk nauczycieli z innych części kraju. Po przyłączeniu Górnego Śląska do Polski w regionie odczuwany był brak wykwalifikowanej kadry nauczycielskiej. W związku z tym władze województwa oraz Wojciech Korfanty wezwali polskich nauczycieli do osiedlania się na Śląsku. W efekcie do października 1922 roku w województwie znalazło zatrudnienie 3000 nauczycieli z centralnej Polski. Na początku lat dwudziestych kobiety stanowiły około 20% pedagogów.
Ślązacy odnosili się do nauczycielek podejrzliwie i niechętnie, gdyż w tradycjonalistycznym regionie kobieta wciąż była postrzegana przede wszystkim jako żona i matka, a nie osoba pracująca zawodowo. Z tego powodu pojawiały się wnioski osób miejscowych, by zatrudniać na stanowiska nauczycielskie mężczyzn, z argumentacją, że nauczycielki, szczególnie rozwódki, mają demoralizujący wpływ na młodzież. Do władz oświatowych wpływały także skargi na zatrudnianie mężatek i kobiet posiadających dzieci. Sytuacja uległa zmianie po zamachu majowym, gdy nowy wojewoda śląski, Michał Grażyński, postanowił przeciwdziałać zdarzeniom powodującym irytację Ślązaków. 10 listopada 1926 roku wydał odezwę do nauczycieli, wzywając do poszanowania zwyczajów miejscowej ludności.
28 marca 1926 roku Sejm Śląski przyjął ustawę w sprawie rozwiązania stosunku służby nauczycielskiej wskutek zawarcia przez nauczycielkę związku małżeńskiego, uniemożliwiającą pracę mężatkom. Nastąpiły masowe zwolnienia nauczycielek, począwszy od osób o najkrótszym stażu pracy. Tylko w sierpniu 1926 roku zwolniono 250 kobiet. Podczas debaty nad uchwaleniem ustawy podnoszono argumenty o, między innymi, wyższym koszcie zatrudnienia mężatki (więcej urlopów) oraz o konieczności „uzdrowienia stosunków społecznych” poprzez ułatwienie mężczyznom podejmowania pracy. Zbyto natomiast argumenty przestrzegające przed spopularyzowaniem związków nieformalnych.
Ustawę mocno popierał Kościół katolicki, który uważał, że celem życia kobiety jest zajmowanie się domem i mężem. Z czasem doszło jednak do zwiększenia liczby nieformalnych związków wśród nauczycielek, w wyniku czego Kościół zmienił zdanie o ustawie i zaczął ją krytykować jako sprzyjającą demoralizacji.
Przyjęcie ustawy spotkało się z niezadowoleniem środowiska nauczycielskiego. Dezaprobatę wyrażały Związek Polskiego Nauczycielstwa Szkół Powszechnych i Związek Nauczycielstwa Polskiego. W pismach kierowanych do Ministerstwa Wyznań Religijnych i Oświecenia Publicznego podnoszono kwestię zgodności tej ustawy z polskim prawodawstwem, w tym przede wszystkim z konstytucją RP. Ustawa przewidywała bowiem rekompensatę za zwolnienie w postaci odprawy, ale jej przyjęcie łączyło się z utratą nabytych świadczeń emerytalnych.  Rząd i prezydent unikali zajęcia stanowiska w sprawie „ustawy celibatowej”, wyrażając milczące przyzwolenie na jej obowiązywanie. Ignacy Mościcki zatwierdził ustawę dopiero dekretem z 28 października 1933 roku. Przyjęcie ustawy było jednym z ustępstw wobec Ślązaków, obok większego wymiaru godzinowego lekcji religii i obowiązku łączenia funkcji kierownika szkoły z posadą organisty.
Ustawę uchylono 20 kwietnia 1938 ustawą Sejmu Rzeczypospolitej Polskiej z 3 marca 1938.